# 高牧實
高牧 實（たかまき みのる、1933年4月21日 - 2023年10月17日）は、日本近世史研究者、聖心女子大学名誉教授。
岐阜県飛騨高山に生まれる。1956年東北大学文学部国史学科卒業。大垣女子短期大学助教授、1971年岐阜県芸術文化研究顕彰を受賞。1975年聖心女子大学文学部助教授、教授、1988年「宮座と村落の史的研究」で東北大学文学博士。2002年聖心女子大名誉教授。

## 著書
- 『幕藩制確立期の村落』吉川弘文館 1973
- 『わが町の歴史・岐阜』文一総合出版 1980 わが町の歴史シリーズ
- 『宮座と祭』1982 教育社歴史新書 日本史
- 『宮座と村落の史的研究』吉川弘文館 1986
- 『近世の都市と祭礼』吉川弘文館 2000 オンデマンド版　2023　ISBN　9784642733618
- 『馬琴一家の江戸暮らし』2003 中公新書
- 『文人・勤番藩士の生活と心情』岩田書院 2009 近世史研究叢書

## 参考
- 高牧實「近世における揖斐・長良・木曽川の舟運について」『大垣女子短期大学研究紀要』第1巻、大垣女子短期大学、1970年2月、77-92頁、ISSN 02863812、NAID 110000223137。